# Hôn nhân cùng giới ở Uruguay
Hôn nhân cùng giới được hợp pháp tại Uruguay ngày 5 tháng 8 năm 2013. Uruguay là một trong 15 quốc gia hợp pháp hóa hôn nhân cùng giới.
Vào ngày 20 tháng 1 năm 2008, Uruguay đã trở thành quốc gia Mỹ Latinh đầu tiên có luật kết hợp dân sự quốc gia.

## Kết hợp dân sự
Ngày 10 tháng 4 năm 2013, lập pháp Uruguay bỏ phiếu hợp thức hóa hôn nhân đồng tính, trở thành quốc gia thứ ba ở Châu Mỹ cho phép điều này, sau Canada và Argentina. Dân chúng ủng hộ luật này ngồi đầy tòa nhà lập pháp hò reo vui mừng khi kết quả được công bố. Luật được các thành viên Quốc hội thông qua với tỉ số phiếu 71/92.
Luật cho phép mọi cặp lấy nhau tự quyết định chọn họ của một trong hai người cho con cái. Họ có quyền nuôi con nuôi, hay có con bằng phương pháp thụ tinh nhân tạo. Đồng thời, các nhà lập pháp cũng tăng tuổi lập gia đình hợp pháp từ 12 cho con gái và 14 cho con trai lên 16 cho cả hai phái.
Giáo hội Công giáo Uruguay yêu cầu các nhà lập pháp hãy bỏ phiếu theo lương tri và phê phán "hôn nhân bình đẳng" chẳng qua chỉ là một tiền đề ngụy tạo, chỉ làm cho cuộc hôn phối mất đi sự bền vững.